# 加斯里 (德克薩斯州)
加斯里（英語：Guthrie）是一個位於美國德克薩斯州金縣的城市。根據2010年美國人口普查，該地共人口160人，而該地的面積約為4.61平方千米。同時該地也是金縣的縣治。

## 地理
加斯里的座標為33°37′14″N 100°19′22″W / 33.62056°N 100.32278°W，而該地的平均海拔高度為530米（即1739英尺）。